# Ferdinand de Sastres
Ferdinand de Sastres (17 novembre 1875 à Paris - 7 juin 1940 à Paris) , industriel mécène et excentrique français. 
Fils d'Hector de Sastres et de Marguerite de Blaignac, il nait à Paris le 17 novembre 1875. À dix-huit ans, il passe son Bac et intègre l'École polytechnique. Capitaine du génie durant la Première Guerre mondiale, il est blessé dans la Somme en 1916. Démobilisé, il entre au conseil d'administration du groupe Sastres, dirigé par son père. Il ne tarde pas à en prendre les rênes après le décès d'Hector. Peu intéressé par les affaires (la société fiduciaire Sastres comportant des actifs dans le textile, les mines, les chemins de fer et la presse), il délègue ses pouvoirs à un mandataire, embauche l'architecte Gustave Malbert, et se fait construire une "folie" dans le dix-septième arrondissement de Paris. 
Il entreprend ensuite de bâtir une prodigieuse collection d'œuvres d'art qu'il fait parfois visiter aux curieux. On compte parmi ses visiteurs réguliers, la crème du surréalisme, Benjamin Péret, Jean Cocteau et André Breton. Figure de l'entre-deux-guerres, il est considéré comme un mécène excentrique, vivant dans son hôtel particulier comme un reclus. Il meurt le 7 juin 1940, alors que les Allemands s'apprêtent à entrer dans Paris. Sa formidable collection sera pillée par les Nazis et dispersée aux quatre coins de l'Europe.